# Яванская кухня

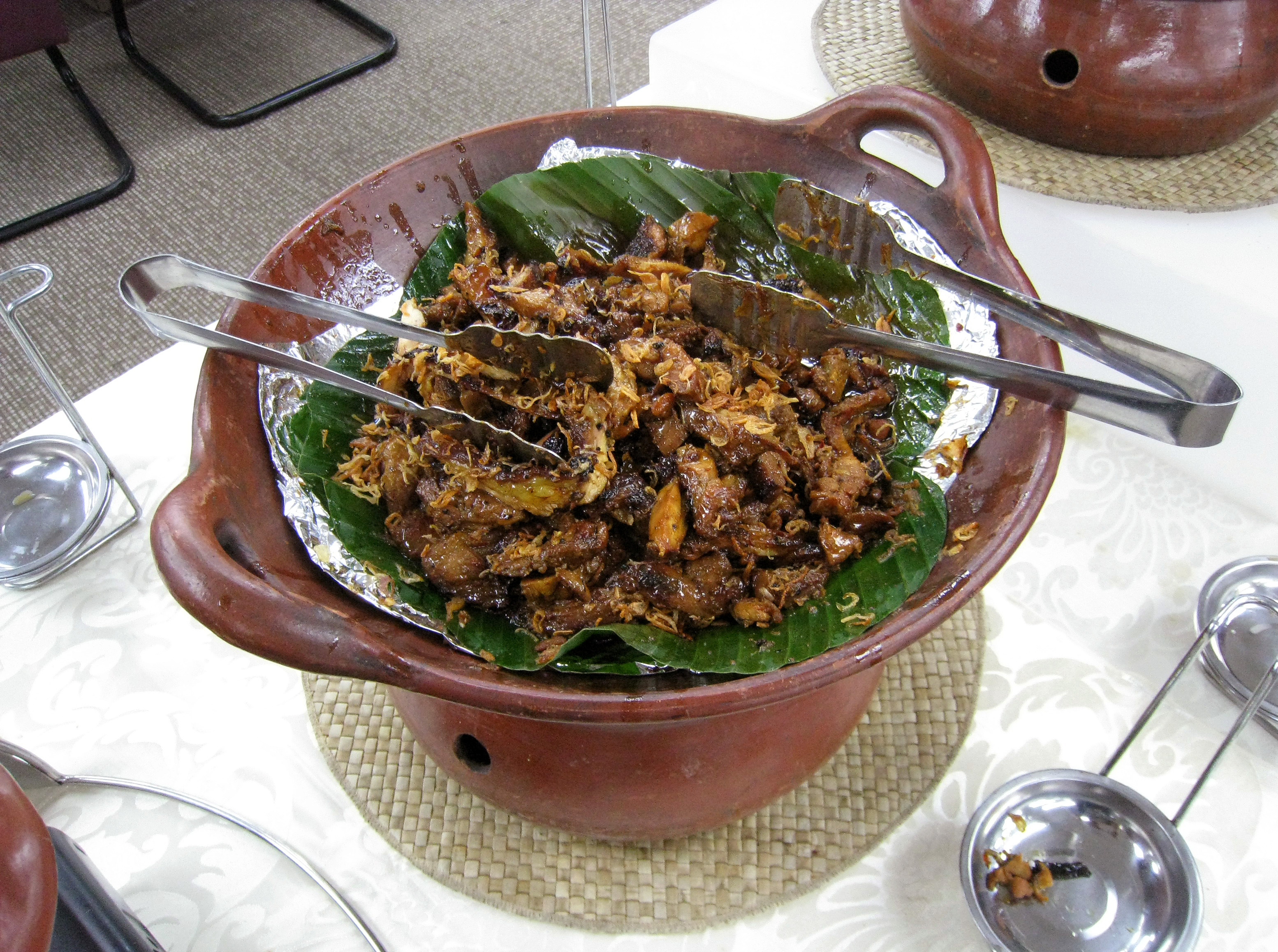
Яванское блюдо из курицы, варёной или тушеной в (kecap manis). Характерно для всей индонезийской кухни, в яванском варианте испытало на себе влияние китайских кулинарных традиций

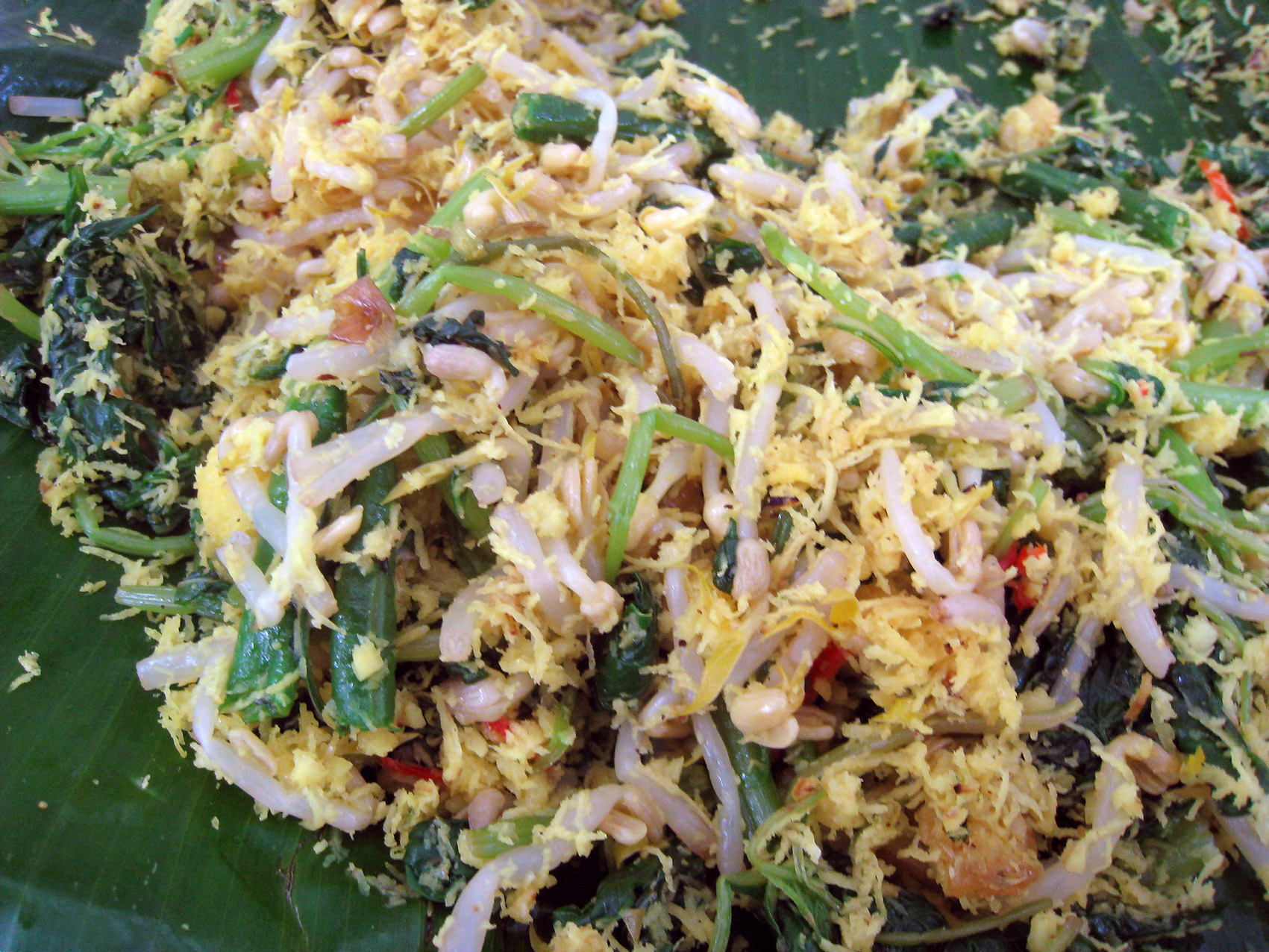
Блюдо яванской кухни имеет свои варианты в зависимости от региона

Яванская кухня (инд. Masakan Jawa) — кулинарные традиции яванцев, наиболее многочисленного народа Индонезии, проживающего компактно на острове Ява (преимущественно в его центральной и восточной частях) и дисперсно практически по всей территории страны. Является важнейшей составляющей индонезийской кухни. Национальные кухни других народов и этнических групп, проживающих на Яве — сундов, бетави, мадурцев и прочих — к яванской не относятся.
Рецепты блюд и кулинарные традиции яванской кухни часто привозят в другие регионы и страны представители яванской диаспоры и иностранцы, жившие на Яве и освоившие данную кулинарную культуру. Яванская кухня считается сладкой, поскольку именно этот вкус традиционно предпочитают в Джокьякарте. Однако яванские регионы включают не только Джокьякарту. Например, на севере и северо-востоке Центральной Явы вкус обычно соленый и пряный. На Восточной Яве уровень остроты возрастает.
Сегодня, когда яванцы становятся более мобильными и переезжают в другие регионы, этот стереотип предпочтений в привязке к региональным особенностям яванской кухни устарел. Распространенность яванской кухни становится всё более широкой и повсеместной. Ряд блюд вышли за пределы яванской и индонезийской кухонь и получили международной признание и широко повлияли на кулинарные традиции других стран и народов.

## Описание
Яванская кухня относится исключительно к кухне яванского народа, которая часто привносится в другие регионы и страны яванской диаспорой или иностранными выходцами, жившими на Яве.
На острове Ява проживает несколько коренных этнических групп (сунданцы, мадуресе, бетави и т.д.), а также другие народы иностранного происхождения. В индонезийском языке яванцами называют людей яванского этнического происхождения.
Яванская кухня считается сладкой, поскольку именно такой вкус традиционно предпочитают в Джокьякарте. Однако яванские регионы включают не только Джокьякарту.
На севере и северо-востоке Центральной Явы, например, вкус, как правило, соленый и острый. На Восточной Яве уровень остроты возрастает. Сегодня, когда яванцы становятся более мобильными и могут переезжать в разные регионы, этот типичный стереотип предпочитаемых региональных вкусов устарел.

## История
Древние блюда и рецепты упоминаются в ряде яванских прасасти (надписей), и современным историкам удалось расшифровать некоторые из них. В надписях эпохи Меданг Матарам примерно с 8 по 10 век упоминается несколько древних блюд, среди которых Хаданган Харанг (сатэй из фарша водяного буйвола, похожее на сегодняшнее балийское сатэ лилит), Хаданган Мадура (мясо водяного буйвола со сладким пальмовым сахаром) и Дунду Пуенган (угорь, приправленный лимонным базиликом). К древним напиткам относятся Налака Раса (сок сахарного тростника), Джати Ванги (жасминовый напиток) и Кинка (ферментированный сок тамаринда). Также различные Кулубан (варёные овощи, подаваемые в специях, похожие на сегодняшний urab) и Пхаламула (вареные ямс и клубни, подаваемые с жидким пальмовым сахаром).
В яванской культуре еда является неотъемлемой частью традиционных церемоний. Например, церемония селаматан, часто проводимая в знак благодарности, обычно включает в себя общий пир, на который приглашаются участники, гости и присутствующие, чтобы вместе поесть. Еда обычно готовится, варится и подается вместе. Это также символизирует gotong-royong (совместную работу), гуюб (гармоничный дух общины), изобилие и благодарность.
Большая часть яванской кухни является исконной. Многие блюда вошли в современную индонезийскую культуру как «национальные блюда». Некоторые из них послужили источником вдохновения для многих других региональных блюд, таких как лонтонг (яв. Lonthong), тумпенг, крупук, джаджан пасар и многие другие.
Иностранное влияние на яванскую кухню можно увидеть в некоторых блюдах, таких как бакми и жареный рис (китайский), сате (арабский) и кари (индийский).

## Ингредиенты
Рис является важной продовольственной культурой на Яве с древних времён. Яванцы почитают Деви Шри как богиня риса и плодородия. Пропаренный рис является основным продуктом питания и подаётся к столу во время каждого приёма пищи. Тумпенг, жёлтый рис в форме конуса, необходим для сламетан, яванских традиционных церемоний. Рис может быть переработан в лонтонг или кетупат, приготовлен в кокосовом молоке как наси ливет или окрашен куркумой как наси кунинг (жёлтый рис). Другие источники углеводов, такие как гаплек (сушеный маниок), иногда смешиваются с рисом или заменяют его. Гаплек обычно потребляется бедными простолюдинами в тяжелые времена, когда риса не хватает. Клубни, такие как батат, таро и сладкий картофель, употребляются в качестве перекусов между приёмами пищи. Хлеб и другие злаки, кроме риса, редкость, хотя лапшу и картофель часто подают в качестве сопровождения к рису. Картофель часто варят, затем делают пюре, придают ему форму дисков, приправляют специями, обмакивают во взбитые яйца и обжаривают в перкедел. Пшеничная лапша, бихун (рисовая вермишель) и кветиау — это влияние китайской кухни. Яванцы переняли эти ингредиенты и сделали их своими, добавив Кекап Манис (сладкий соевый соус) и местные специи для создания Бакми Джава, бакми ребус и бихун горенг. Овощи занимают важное место в яванской кухне, особенно в таких блюдах с большим содержанием овощей, как пекель, лотек и урап.
Яванское блюдо наси гудег, которое состоит из: кречек (крекер из кожи буйвола со специями), аям горенг (жареная курица), опор телур пинданг (яйцо со специями в кокосовом молоке) и гудег (недозрелый джекфрут, сваренный в кокосовом молоке).
Кокосовое молоко, арахисовый соус, гула джава (пальмовый сахар), асем джава (тамаринд), петис, тераси (креветочная паста), шалот, чеснок, куркума, галангал, имбирь и чили самбал — распространенные ингредиенты и специи, которые можно встретить в яванской кухне. Популярны пресноводные рыбы, такие как карп, тиляпия, гурами и сом, а в прибрежных яванских городах популярны такие морепродукты, как тунец, красный луциан, ваху, скат, анчоус, креветки, кальмары и различная солёная рыба. Курица, козлятина, говядина, баранина и ягнятина — популярные виды мяса в яванской кухне. Наряду с обычной фермерской курицей, популярна и ценится аям кампунг, или курица, выращенная на свободном выгуле, за её более постный и натуральный вкус. Почти 90% яванцев — мусульмане, и, следовательно, большая часть яванской кухни исключает свинину. Однако в небольших анклавах католического яванского населения вокруг Мунтилана, Магеланга, Джокьякарты и Клатена свинина может употребляться. Некоторые этнические группы в Индонезии используют в своей кухне свинину и другие источники белка, которые считаются харам по мусульманским диетическим законам, наиболее заметны в балийской кухне, индонезийской китайской кухне, кухне батак и кухне манадо.

## Торговые точки
Яванские домохозяйства обычно каждое утро покупают свежие продукты на местном рынке, готовят и подают их поздним утром, чтобы в основном употребить на обед. Остатки пищи хранятся, чтобы потом снова разогреть на ужин. Помимо домашних семейных блюд, блюда яванской кухни подаются от скромных уличных тележек и варунгов до шикарных ресторанов в пятизвездочных отелях. Небольшие семейные варунги — это бюджетные варианты уличной кухни, где подают всё, начиная от семейных блюд для полноценного обеда и заканчивая закусками. Популярными заведениями простой яванской кухни являются бюджетные варунги Тегал, которые в основном основаны яванцами из города Тегал, и уличные тележки Ангкриган в Джокьякарте и Соло, где продаются дешевые сего кусинг и различные уэданг (горячие напитки).
В яванской традиции принято обедать в стиле лесехан, то есть сидя со скрещенными ногами на циновке перед столом с короткими ножками. Это было начато как уличная еда «лесехан» (варунг лесехан), популярная среди туристов на улице Малиоборо в Джокьякарте. Сегодня киоски с яванской едой лесехан можно найти в нескольких городах, включая Суракарту, Семаранг и Джакарту.

## Яванские напитки
- Давет: желе из зелёной рисовой муки, подается с гула джава (пальмовый сахар), сантен (кокосовое молоко) и льдом.
- Эс асем или гула асем: сок тамаринда с гула джава (пальмовым сахаром) и льдом.
- Тех поси Тегал: чай, заваренный в глиняном чайнике, подается с каменным сахаром. Тегал, город в Центральной Яве, является крупным производителем высококачественного чая.
- Ведханг ронде: горячий яванский десерт из шариков клейкого риса с начинкой из арахисовой пасты, плавающих в горячем и сладком чае из имбиря и лемонграсса.
- Ведханг Ангсл: горячий суповой десерт из жемчужин санго, предварительно сваренного клейкого риса и бобов мунг, путу майянг (ярко окрашенные мучные лепешки в форме лапши) и жареного арахиса, залитый горячим и сладким кокосовым молоком.
- Ведханг увух: горячий яванский гвоздичный напиток.